# Australorchis
Australorchis is een geslacht van vier soorten orchideeën uit de onderfamilie Epidendroideae. Het geslacht is afgesplitst van Dendrobium.
Het zijn epifytische of lithofytische orchideeën, die endemisch zijn in Australië.

## Naamgeving enetymologie
- Synoniem: Dendrobium Sw. sect. Australorchis (Brieg.) Dockrill

De botanische naam Australorchis is afkomstig van het Latijnse australis (zuidelijk) en het Oudgriekse ὄρχις, orchis (orchidee). De naam betekent dus letterlijk 'zuidelijke orchidee'.

## Kenmerken
Australorchis-soorten zijn epifytische of lithofytische planten met ofwel zeer korte ofwel duidelijke, kruipende rizomen. Ze bezitten korte, brede en spilvormige pseudobulben, met aan de top één tot drie stevige, vlakke, brede bladeren met ingekeepte top.
De bloeiwijze is een kleine tros met meerdere, kleine bloemen, wit, geel of oranje gekleurd en dikwijls geurend. De kelkbladen zijn aan de basis gefuseerd met de voet van het gynostemium tot een mentum. De kroonbladen zij gelijkvormig maar kleiner dan de kelkbladen. De lip zit eveneens stevig vast aan de voet van het gynostemium, is meestal duidelijk drielobbig, en draagt een callus met opvallende ribbels.

## Habitaten verspreiding
Australorchis-soorten groeien op bomen en rotsen in dikwijlse volle licht, in habitats variëren van rotsmassa's tot regenwouden, in subtropische en tropische streken van de oostkust van Australië, voornamelijk in Queensland en New South Wales.

## Taxonomie
Australorchis werd voorheen geclassificeerd als de sectie Australorchis (Brieg.) Dockrill van het geslacht Dendrobium. Het is in 1981 tot geslacht gepromoveerd door Brieger.
Het geslacht telt in de meest recent geaccepteerde taxonomie vier soorten. De typesoort is Australorchis monophylla.

### Soortenlijst
- Australorchis carrii (Rupp & C.T.White) D.L.Jones & M.A.Clem.(2002)
- Australorchis eungellensis D.L.Jones & M.A.Clem.(2002)
- Australorchis monophylla (F.Muell.) Brieger(1981)
- Australorchis schneiderae (Bailey) Brieger(1981)